# Evangelisch-lutherische Kirchengemeinde Kemmoden-Petershausen
Die evangelisch-lutherische Kirchengemeinde Kemmoden-Petershausen liegt im Nordwesten Münchens und ist Teil der Evangelisch-Lutherischen Kirche in Bayern.

## Gemeindegebiet
Die Kirchengemeinde Kemmoden-Petershausen liegt sowohl im Landkreis Dachau als auch dem Landkreis Pfaffenhofen an der Ilm und umfasst die politischen Gemeinden Markt Indersdorf, Weichs, Vierkirchen, Petershausen, Hilgertshausen-Tandern, Jetzendorf und Gerolsbach.
Im kirchenrechtlichen Sinne ist Kemmoden-Petershausen im Evangelisch-Lutherischen Dekanat München eingegliedert und gehört dort dem Prodekanat München-Nord an. Die Gemeinde ist die flächenmäßig größte Gemeinde im Dekanat München und hat ca. 3000 Gemeindemitglieder.

## Gebäude

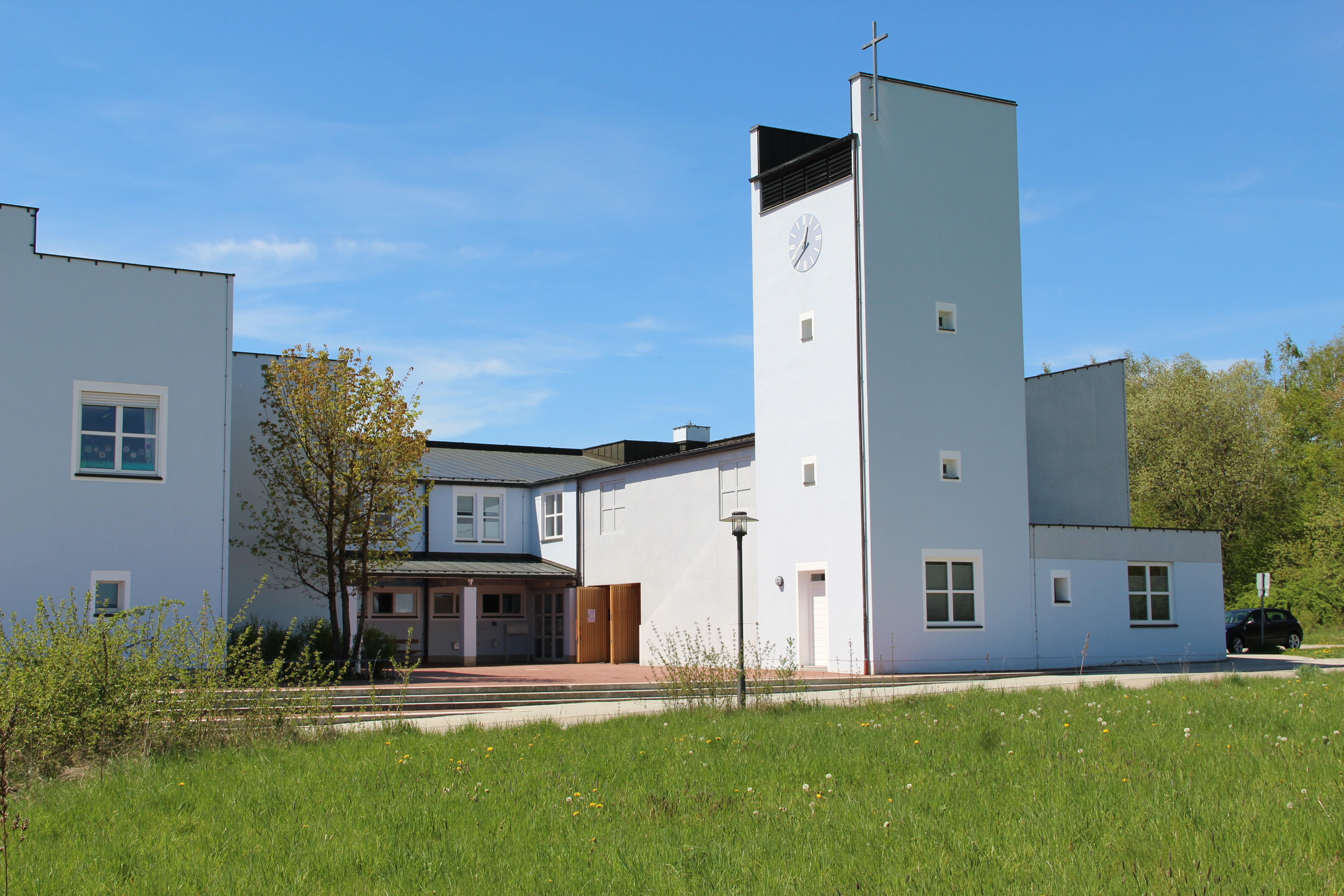
Evangelisch-Lutherisches Gemeindezentrum Petershausen

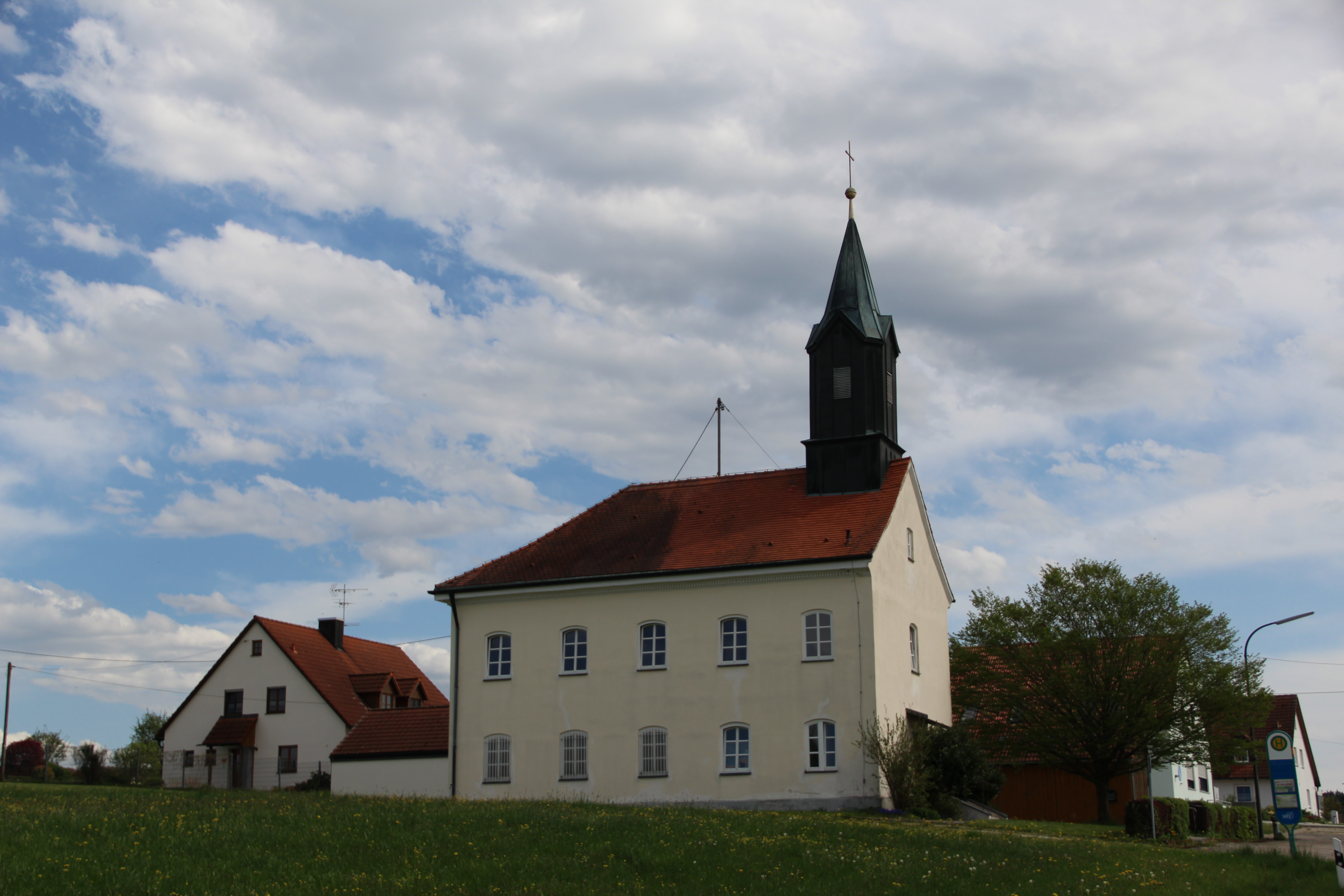
Evangelisch-Lutherische Kirche Lanzenried

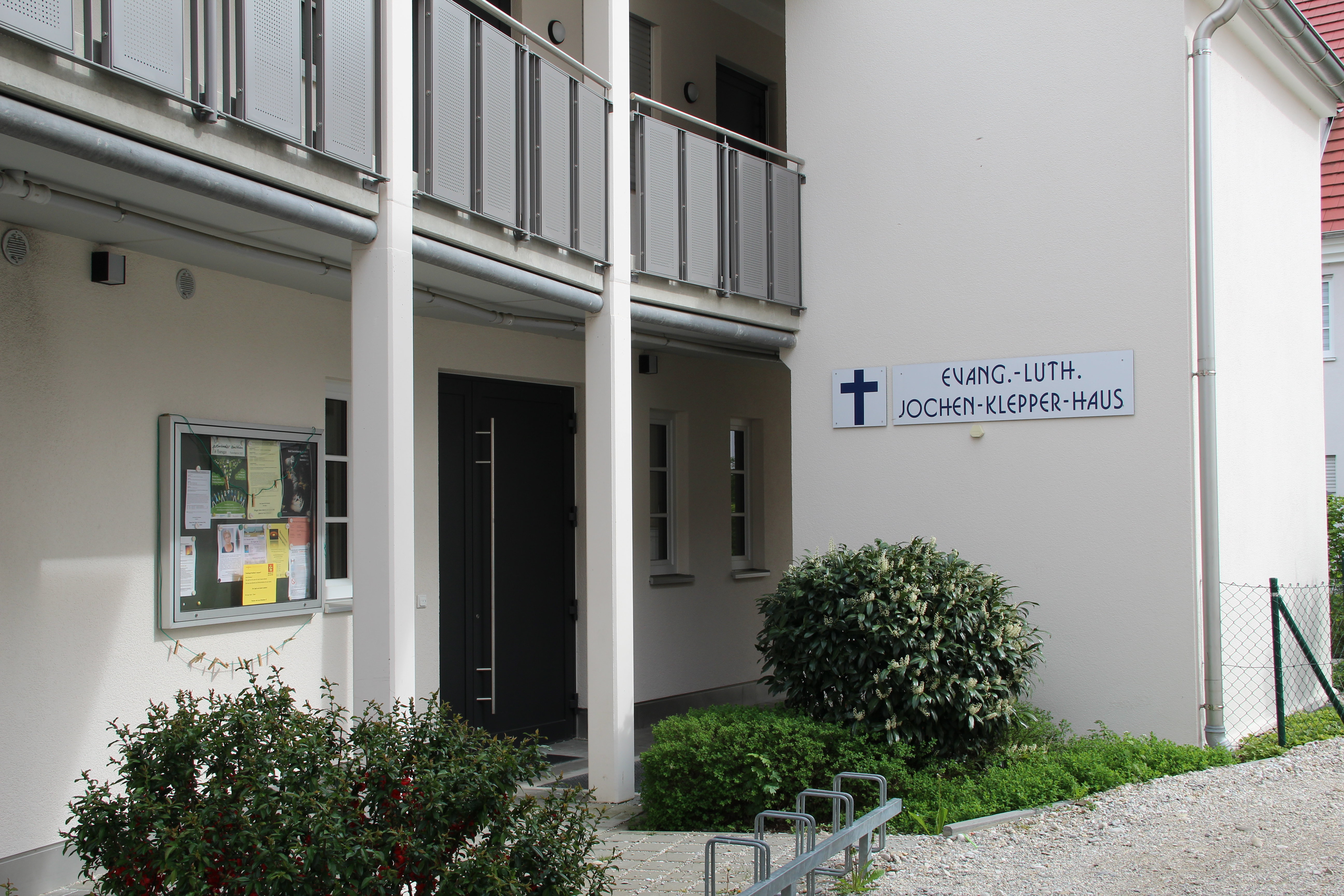
Jochen-Klepper-Haus Markt Indersdorf

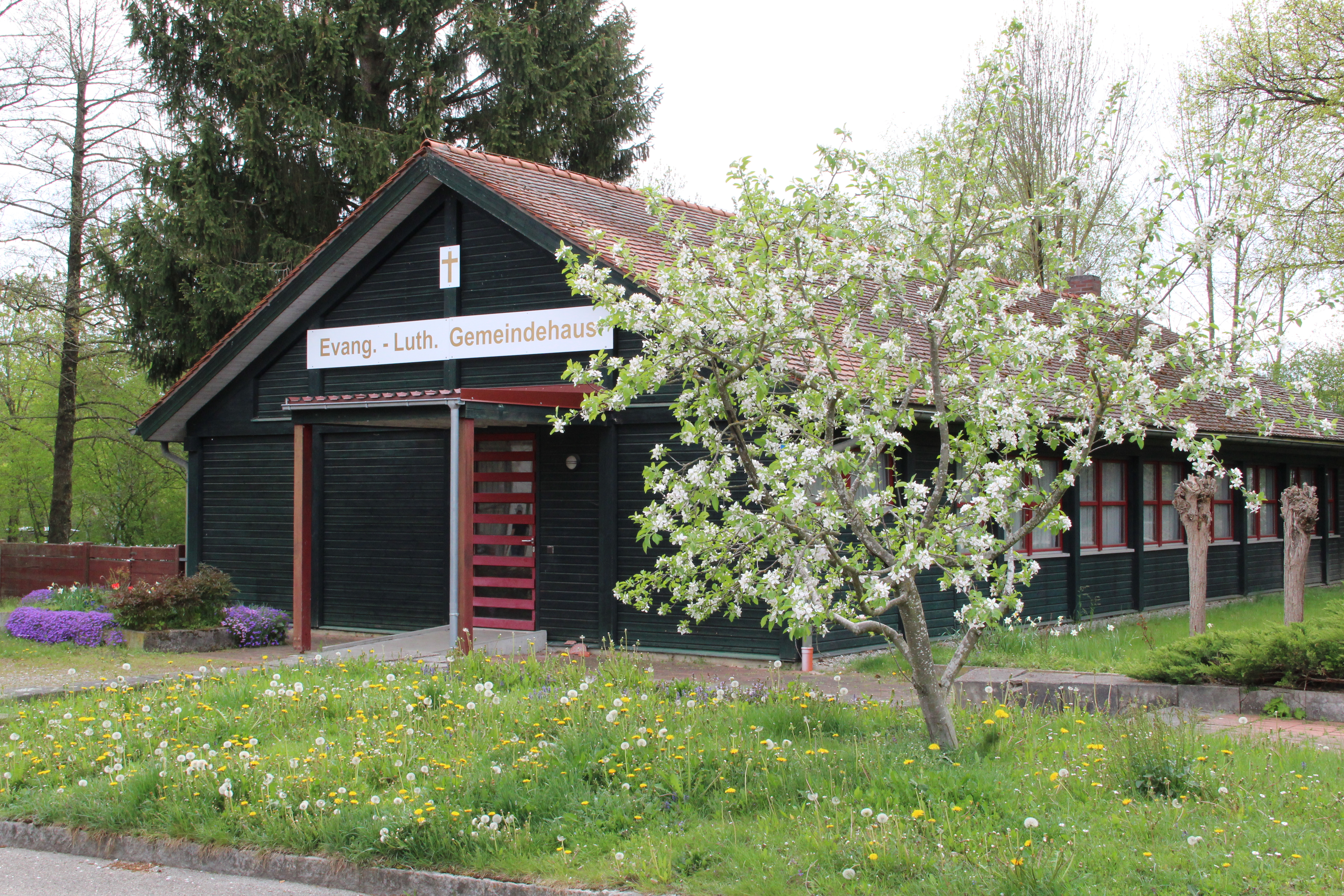
Evangelisch-Lutherischer Gemeindesaal Vierkirchen

Die Kirchengemeinde besitzt insgesamt fünf Gebäude, in welchen regelmäßig die Gottesdienste und Veranstaltungen stattfinden. Dabei handelt es sich um drei Kirchen, ein Gemeindehaus und einen Gemeindesaal.

### Gemeindezentrum Petershausen mit Segenskirche
Die jüngste Kirche der Kirchengemeinde steht in Petershausen und wurde im Sommer 2016 durch Pfarrer Peter Dölfel eingeweiht. Der Kirchenraum ist aus hellem Holz gestaltet. Außerdem kann die Kirche frei bestuhlt werden, wodurch sich viele Möglichkeiten der Raumgestaltung für Gottesdienste und Veranstaltungen bieten.
Angeschlossen an die Kirche befindet sich ebenfalls das Gemeindezentrum der Kirchengemeinde, welches unter anderem auch das Pfarramt beherbergt. Außerdem befinden sich im Gebäude ein großer Gemeindesaal, zwei Seminarräume, ein Jugendkeller und Büros. Im gleichen Gebäudekomplex befindet sich ebenfalls das Haus für Kinder Arche Noah, in welchem Kindergarten- und Hortgruppen untergebracht sind.

### Kirche in Kemmoden
Die Grundsteinlegung der Kirche in Kemmoden erfolgte 1828, damit ist sie eine der ältesten evangelischen Kirchen in Bayern. Sie wurde von Siedlern aus der Pfalz errichtet. Die untere Etage diente als Lehrerwohnung und für Schulzwecke. Im ersten Stock befindet sich der Betsaal, der heute noch für den Gottesdienst genutzt wird. Das Gebäude wurde früher von Jugendgruppen für Freizeiten genutzt. Aus diesem Grund befindet sich im Erdgeschoss auch ein ausgebauter Waschraum mit Dusche. In der Kirche in Kemmoden befindet sich die einzige Pfeifenorgel der Gemeinde. Im Kirchturm ist eine Uhr und die Glocken verbaut, die von Hand geläutet werden.
Etwa 100 Meter westlich der Kirche befindet sich ein Friedhof, einer der beiden rein evangelischen Friedhöfe im Münchener Raum.

### Kirche in Lanzenried
Die Kirche in Lanzenried wurde 1840 eingeweiht. Vom Aufbau ähnelt sie sehr der Kirche in Kemmoden. Im Erdgeschoss befinden sich die ehemaligen Schulräume und im ersten Stock befindet sich der Betsaal. Der Glockenturm hält die beiden Glocken, welche von Hand geläutet werden.
Außerdem befindet sich im hinteren Teil der Kirche ein Aussegnungsraum, welcher zum Friedhof in Lanzenried anschließt. Der Friedhof ist der zweite rein evangelische Friedhof in Oberbayern.

### Jochen-Klepper-Haus in Markt Indersdorf
Das Jochen-Klepper-Haus in Markt Indersdorf wechselte in den letzten Jahrzehnten des Öfteren seinen Standort, von der Grundschule über Räume unterhalb der Sparkasse und weiteren Stationen bis nun schließlich an den Marktplatz, wo es seinen endgültigen Ort gefunden hat. Dort wurde es am 29. März 2015 eingeweiht. Die Räumlichkeiten bestehen aus einem Gottesdienstraum, welcher frei bestuhlt und auch mit Tischen für andere Veranstaltungen genutzt werden kann und einer Teeküche.

### Gemeindehaus in Vierkirchen
Das Gemeindehaus in Vierkirchen befindet sich wenige Hunderte Meter von dem S-Bahn Bahnhof entfernt. Es wurde im Jahre 1978 errichtet und beinhaltet einen großen Saal, in welchen auch die Gottesdienste gefeiert werden, eine Küche und ein Raum mit Kinderspielsachen. Der Garten kann für Gemeindefeiern genutzt werden und bietet neben viel Platz auch einen Grillplatz.